# Liste der Biografien/Mot
Liste der Biografien |
Portal Biografien |
Personensuche
# |
A |
B |
C |
D |
E |
F |
G |
H |
I |
J |
K |
L |
M |
N |
O |
P |
Q |
R |
S |
T |
U |
V |
W |
X |
Y |
Z |
?
 
Ma |
Mb |
Mc |
Md |
Me |
Mf |
Mg |
Mh |
Mi |
Mj |
Mk |
Ml |
Mm |
Mn |
Mo |
Mp |
Mq |
Mr |
Ms |
Mt |
Mu |
Mv |
Mw |
Mx |
My |
Mz
 
Moa |
Mob |
Moc |
Mod |
Moe |
Mof |
Mog |
Moh |
Moi |
Moj |
Mok |
Mol |
Mom |
Mon |
Moo |
Mop |
Moq |
Mor |
Mos |
Mot |
Mou |
Mov |
Mow |
Mox |
Moy |
Moz
Die Liste der Biografien führt alle Personen auf, die in der deutschsprachigen Wikipedia einen Artikel haben. Dieses ist eine Teilliste mit 391 Einträgen von Personen, deren Namen mit den Buchstaben „Mot“ beginnt.

## Mot

### Mota
- Mota de Farias, Jaime (1925–2021), brasilianischer Geistlicher, römisch-katholischer Bischof von Alagoinhas
- Mota e Albuquerque, João José da (1913–1987), brasilianischer Geistlicher, Erzbischof von São Luís do Maranhão
- Mota e Silva, João da (1685–1747), portugiesischer Kardinal und Politiker
- Mota Inácio, Willen (* 1992), brasilianischer Fußballspieler
- Mota Marín, Sergio (* 1941), mexikanischer Botschafter
- Mota Miranda, Bruno da (* 1995), brasilianischer Fußballspieler
- Mota Pinto, Carlos (1936–1985), portugiesischer Politiker und Ministerpräsident Portugals
- Mota Velasco, Germán Larrea (* 1941), mexikanischer Unternehmer
- Mota, Agostinho José da (1824–1878), brasilianischer Maler und Kunsthochschullehrer
- Mota, Ana Celia (* 1935), argentinisch-US-amerikanische Tieftemperatur-Physikerin und Hochschullehrerin
- Mota, Antonio (1939–1986), mexikanischer Fußballtorwart
- Mota, Bernardo (* 1971), portugiesischer Tennisspieler
- Mota, Daniel da (* 1985), luxemburgischer Fußballspieler
- Mota, Fabielle (* 1978), brasilianischer Radrennfahrer
- Mota, José (* 1965), spanischer Komiker und Schauspieler
- Mota, Justino, osttimoresischer Politiker und Unabhängigkeitsaktivist
- Mota, Leonor Cardoso Mendes, osttimoresische Diplomatin
- Mota, Manuel (1966–2013), spanischer Modedesigner
- Mota, Manuel (* 1970), portugiesischer Jazz- und Improvisationsgitarrist
- Mota, Manuel (* 1977), portugiesischer Fußballschiedsrichter
- Mota, Marito (* 1970), osttimoresischer Unabhängigkeitsaktivist und Politiker
- Mota, Omahyra (* 1984), dominikanisches Supermodel und Schauspielerin
- Mota, Otoniel (1878–1951), brasilianischer Altphilologe, Romanist, Lusitanist, Grammatiker und Übersetzer
- Mota, Patrick (* 1992), brasilianischer Fußballspieler
- Mota, Rosa (* 1958), portugiesische LangstreckenläuferinRosa Mota (* 1958)

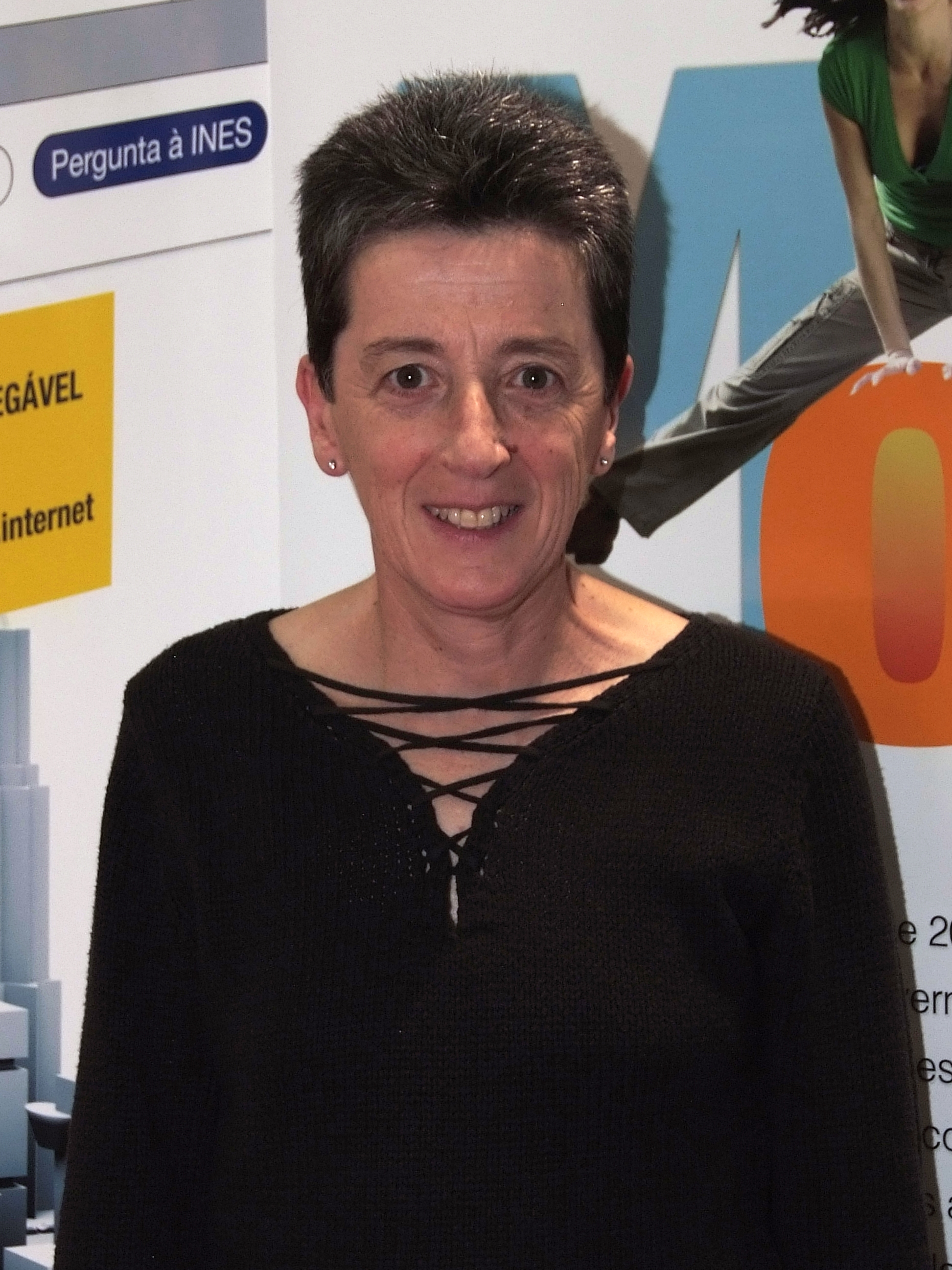
Rosa Mota (* 1958)

- Mota, Salvador (1922–1986), mexikanischer Fußballtorwart
- Mota, Yoveinny (* 2000), venezolanische Leichtathletin
- Motadel, David (* 1981), deutscher Historiker und Publizist
- Motahhari, Morteza (1920–1979), schiitischer Geistlicher
- Motai, Takeshi (1908–1956), japanischer Buchillustrator
- Motallebzadeh, Maryam (* 1960), iranisch-deutsche bildende Künstlerin
- Motalowa, Jelena (* 1971), russische Hindernis- und Langstreckenläuferin
- Motamed, Maurice (* 1945), iranischer Politiker
- Motamed, Mohammad Bagheri (* 1986), iranischer Taekwondoin
- Motamed-Aria, Fatemeh (* 1961), iranische Schauspielerin
- Motan, Hazar (* 1990), türkische Schauspielerin
- Motar, Alaa (* 1980), irakischer Hürdenläufer
- Motassadeq, Mounir al- (* 1974), marokkanischer Terrorist der Terroranschläge am 11. September 2001
- Motau, Amogelang (* 1997), südafrikanische Fußballspielerin
- Motau, Ruth Seopedi (* 1968), südafrikanische Fotografin
- Motaung, Audrey (1952–2019), deutsch-südafrikanische Musikerin
- Motaung, Kaizer (* 1944), südafrikanischer Fußballspieler und -funktionär

### Motc
- Motchane, Léon (1900–1990), französischer Mathematiker und Manager
- Motchebon, Nico (* 1969), deutscher Mittelstreckenläufer und Moderner Fünfkämpfer
- Motcho, Kokou Henri (* 1959), nigrischer Geograph
- Motczinski, Bruno (1918–2008), deutscher Politiker (SED)

### Mote
- Mote, Ashley (1936–2020), britischer Politiker (UKIP), MdEP
- Mote, Nehemiah (* 1993), australischer Volleyballspieler
- Moteab, Emad (* 1983), ägyptischer Fußballspieler
- Moteetee, Annah (* 1964), lesothische Botanikerin
- Mötefindt, Hugo (1893–1932), deutscher Prähistoriker und Volkskundler
- Motegi, Rikiya (* 1996), japanischer Fußballspieler
- Motegi, Shunsuke (* 1996), japanischer Fußballspieler
- Motegi, Tomoko (* 1978), japanische Hürdenläuferin
- Motegi, Toshimitsu (* 1955), japanischer Politiker
- Motejl, Otakar (1932–2010), tschechischer Jurist und Politiker, Justizminister der Tschechischen Republik (1998)
- Motejlek, Dalibor (* 1942), tschechoslowakischer Skispringer
- Motekat, Helmut (1919–1996), deutscher Literaturhistoriker
- Motelchiuh, Andrés de Tapia († 1530), Gouverneur und cuauhtlato in Tenochtitlán
- Motellang, Don (* 1998), marshallischer Sprinter
- Moten, Bennie (1894–1935), US-amerikanischer Jazzpianist und Bandleader
- Moten, Benny (1916–1977), US-amerikanischer Jazzbassist
- Moten, Buster (1903–1965), US-amerikanischer Jazzmusiker
- Moten, Fred (* 1962), US-amerikanischer Kulturtheoretiker, Schriftsteller und Künstler
- Moten, Wendy (* 1965), US-amerikanische Soulsängerin
- Moter, Karl (1811–1888), Landtagsabgeordneter Großherzogtum Hessen
- Motesiczky, Karl (1904–1943), österreichischer Psychoanalytiker und aktiver Gegner des Nationalsozialismus
- Motesiczky, Marie-Louise von (1906–1996), österreichisch-britische Malerin des ExpressionismusMarie-Louise von Motesiczky (1906–1996)

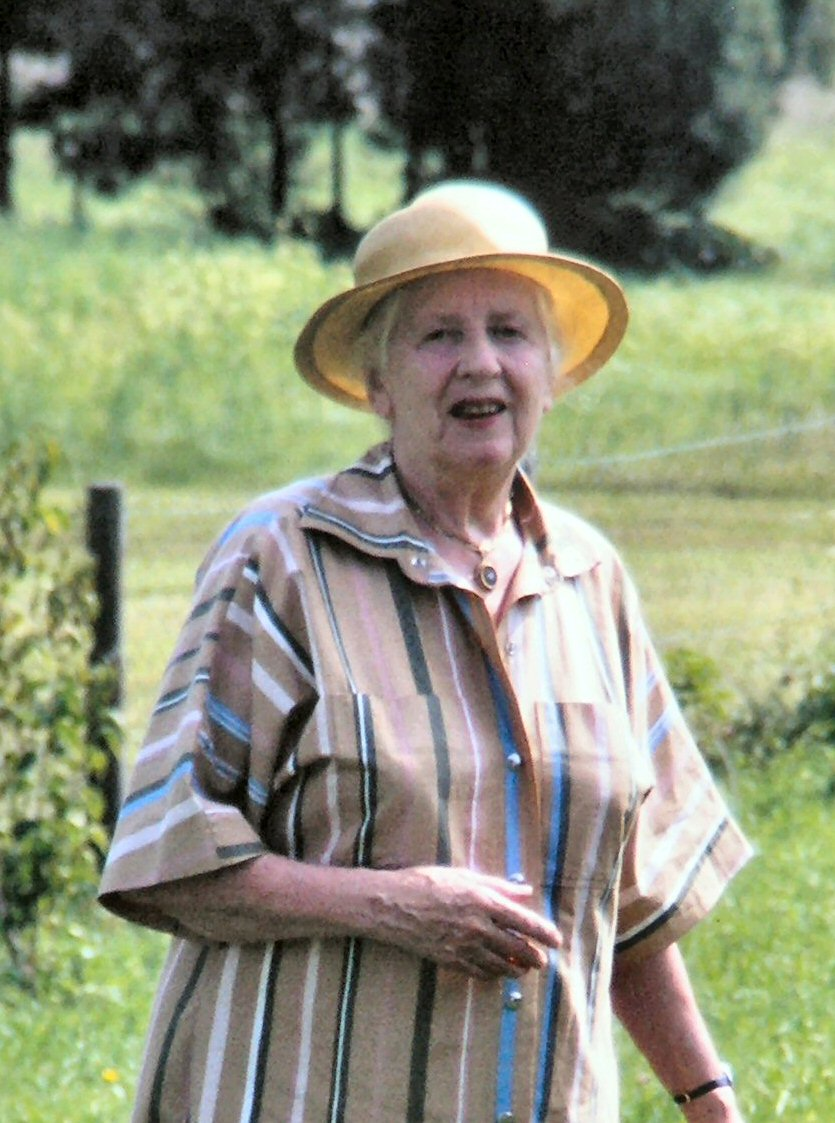
Marie-Louise von Motesiczky (1906–1996)

### Moth
- Moth, Franz (1802–1879), böhmischer Mathematiker und Hochschullehrer
- Moth, Johann (1639–1705), dänischer Archivar und Büchersammler
- Moth, Johannes (1575–1642), deutscher Lehrer und Pastor
- Moth, Margaret (1951–2010), neuseeländische Photojournalistin und Kamerafrau
- Moth, Paul (1600–1670), dänischer Arzt
- Moth, Richard (* 1958), britischer Geistlicher, römisch-katholischer Bischof von Arundel und Brighton
- Moth, Sophie (* 1998), dänische Handballspielerin
- Moth, Sophie Amalie (1654–1719), Mätresse von König Christian V. von Dänemark und Norwegen
- Mothe, Gaillard de la († 1356), französischer Kardinal der Römischen Kirche
- Mother Damnable (1821–1873), US-amerikanische Pionierin
- Motherby, George († 1793), Arzt in England und Ostpreußen
- Motherby, Johanna (1782–1842), Salonnière, Gesellschafterin und Briefautorin
- Motherby, John (1784–1813), ostpreußischer Regierungsrat
- Motherby, Robert (1736–1801), englischer Händler in Ostpreußen und Freund Immanuel Kants
- Motherby, Robert (1808–1861), deutscher Arzt, Gutsbesitzer und Parlamentarier
- Motherby, William (1776–1847), Arzt und Landwirt in Ostpreußen
- Mothersbaugh, Mark (* 1950), US-amerikanischer Musiker, Komponist und SängerMark Mothersbaugh (* 1950)

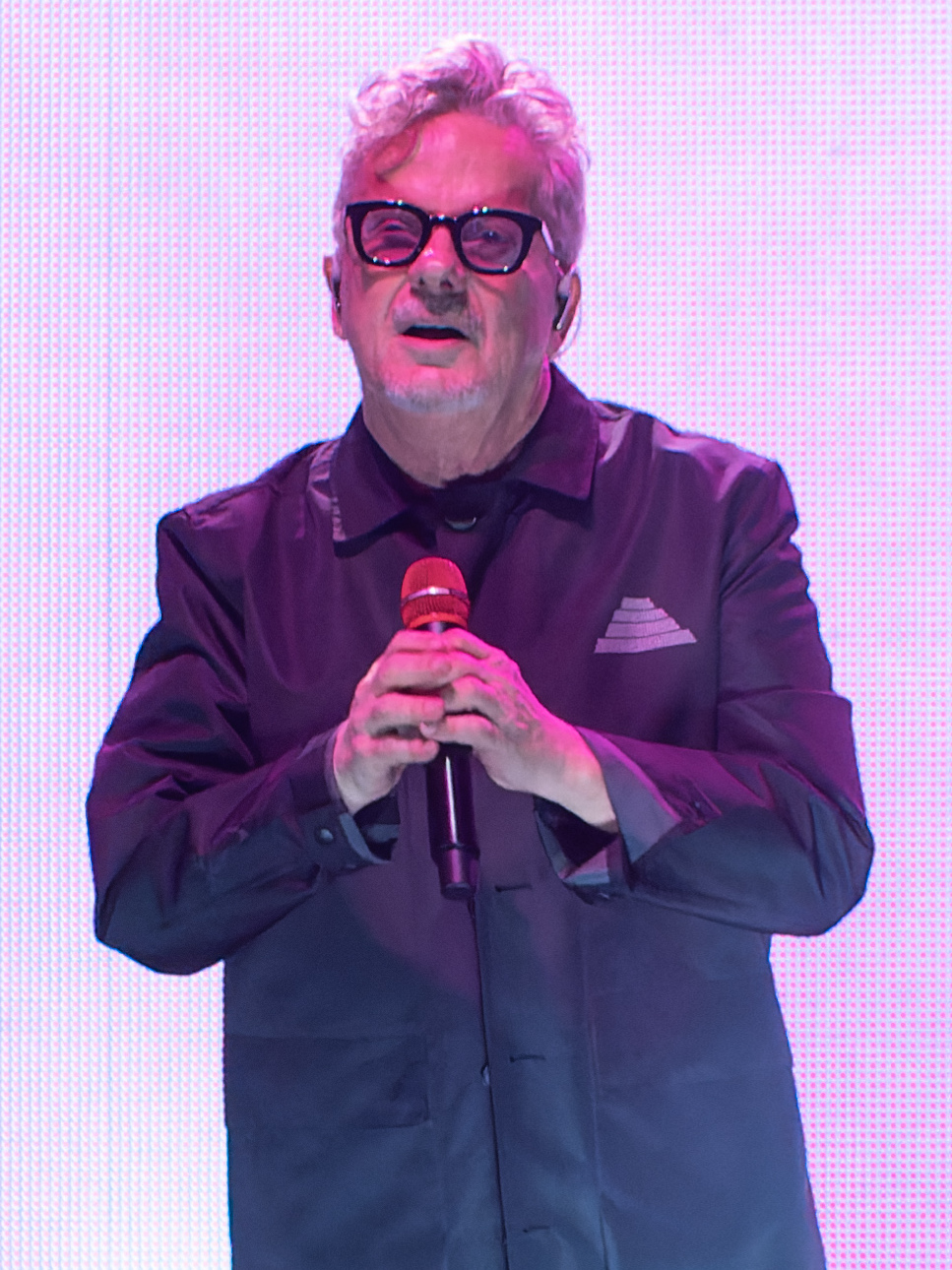
Mark Mothersbaugh (* 1950)

- Mothershed Wair, Thelma (1940–2024), US-amerikanische Aktivistin
- Mothersille, Cydonie (* 1978), britische Leichtathletin (Cayman Islands)
- Motherwell, Robert (1915–1991), US-amerikanischer Maler
- Mothes, Christine, deutsche Sopranistin
- Mothes, Harald (* 1956), deutscher Fußballspieler
- Mothes, Jörn (* 1962), deutscher Theologe (Evangelisch), Landesbeauftragter für die Stasi-Unterlagen in Mecklenburg-Vorpommern
- Mothes, Kurt (1900–1983), deutscher Botaniker und HochschulprofessorKurt Mothes (1900–1983)

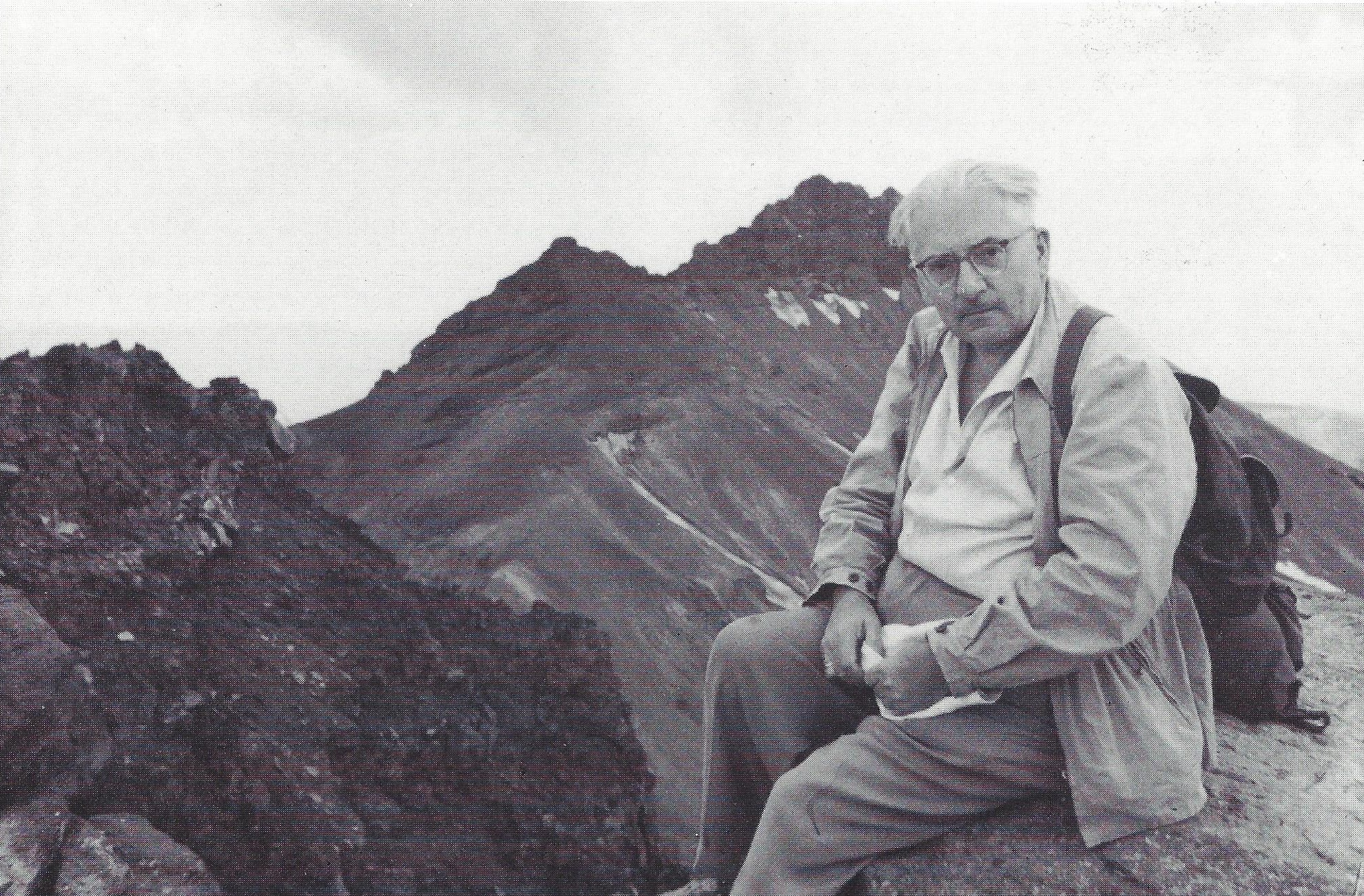
Kurt Mothes (1900–1983)

- Mothes, Oskar (1828–1903), deutscher Architekt und Kunsthistoriker
- Mothes, Peter-Andreas (1935–2008), deutscher Kunstmaler
- Mothes, Werner (1909–1930), deutscher Bildhauer
- Mothes, Winrich (* 1935), deutscher Kinderchirurg
- Mothiba, Lebo (* 1996), südafrikanischer Fußballspieler
- Mothibi, Karabo (* 1996), botswanischer Sprinter
- Mothle, Ernest (1941–2011), südafrikanischer Jazzmusiker
- Motho, Nvie, deutscher Musiker, Produzent und DJ
- Moths, Gustav-Adolf (* 1877), deutscher Ruderer
- Mothwurf, Ralph (* 1988), österreichischer Musiker (Gitarre, Komposition, Dirigat)

### Moti
- MOTi (* 1987), niederländischer DJ
- Moți, Cosmin (* 1984), rumänischer Fußballspieler
- Moti, Melvin (* 1977), niederländischer Videokünstler
- Motian, Paul (1931–2011), US-amerikanischer Schlagzeuger des Modern Jazz
- Motie, Gudakesh (* 1995), Cricketspieler der West Indies
- Motiejūnas, Donatas (* 1990), litauischer Basketballspieler
- Motiejūnienė, Aušra Bilotienė (* 1974), litauische Politikerin und Vize-Gesundheitsministerin
- Motieka, Kazimieras (1929–2021), litauischer Jurist und Politiker
- Motika, Nemanja (* 2003), serbisch-deutscher Fußballspieler
- Motika, Raoul (* 1961), deutscher Orientalist
- Motin, Johan (* 1989), schwedischer Eishockeyspieler
- Motin, Pierre (1566–1613), französischer Schriftsteller
- Motion, Andrew (* 1952), britischer Schriftsteller, ehemaliger Poet Laureate
- Motiramani, Mahesh (1954–2008), deutscher Schriftsteller und Literaturwissenschaftler indischer Abstammung
- Motis, Andrea (* 1995), spanische Jazzmusikerin (Gesang, Trompeter, Komposition)Andrea Motis (* 1995)

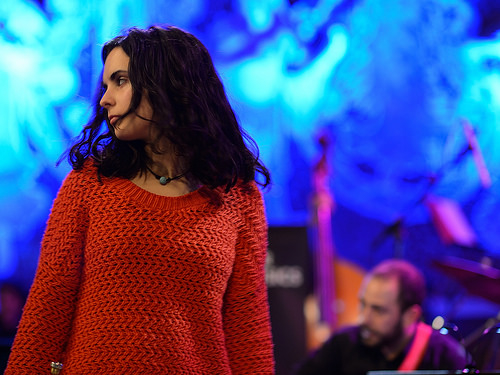
Andrea Motis (* 1995)

- Motiuk, David (* 1962), kanadischer Geistlicher, Bischof von Edmonton
- Motiullah (1938–2022), pakistanischer Feldhockeyspieler

### Motk
- Motké, Louis (1918–1988), niederländischer Radrennfahrer

### Motl
- Motl, Jiří (* 1984), tschechischer Handballspieler
- Motl, Kyle, US-amerikanischer Jazz- und Improvisationsmusiker (Bass)
- Motlanthe, Kgalema (* 1949), südafrikanischer Politiker, Vizepräsident Südafrikas
- Motleius, englischer Elfenbeinschnitzer oder Wachsmodelleur
- Motley, Archibald (1891–1981), US-amerikanischer Maler
- Motley, Constance Baker (1921–2005), US-amerikanische Juristin
- Motley, John Lothrop (1814–1877), amerikanischer Diplomat und Historiker
- Motley, Langhorne A. (1938–2023), US-amerikanischer Diplomat, Assistant Secretary of State sowie Botschafter in Brasilien
- Motley, Marion (1920–1999), US-amerikanischer American-Football-Spieler
- Motley, Phillips Bathurst (1871–1946), indisch-kanadischer Bauingenieur
- Motley, Willard († 1965), US-amerikanischer Schriftsteller
- Motlhalo, Linda (* 1998), südafrikanische Fußballspielerin
- Mõtlik, Roman (* 1911), estnischer Fußballspieler
- Motlová, Marie (1918–1985), tschechische Schauspielerin

### Motn
- Motnik, Martin (* 1972), deutscher BassistMartin Motnik (* 1972)

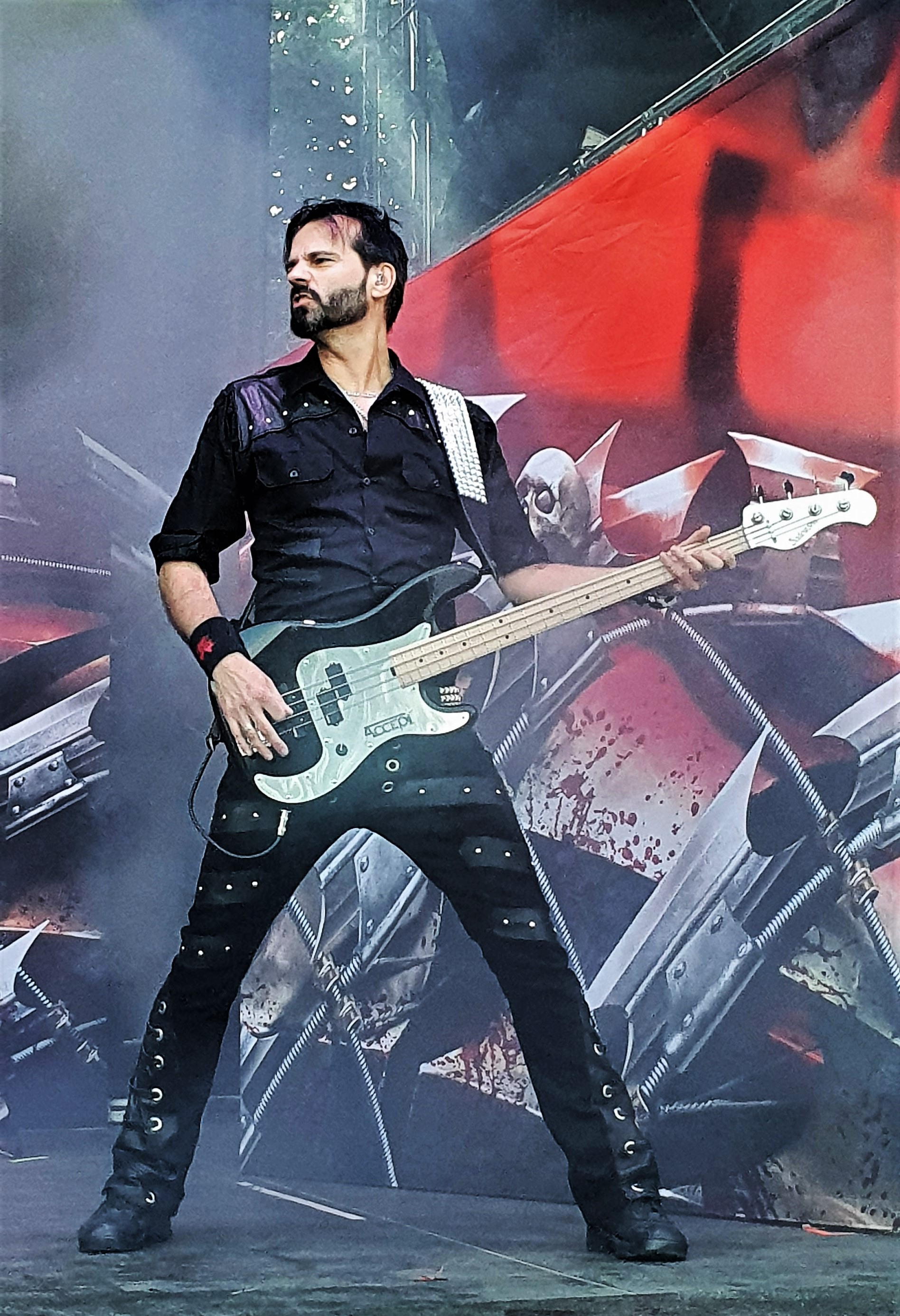
Martin Motnik (* 1972)

### Moto
- Moto Nsá, Severo (* 1943), äquatorialguineischer Politiker und Priester
- Moto, Clara (* 1983), österreichische Musikproduzentin und DJ
- Motobu, Chōki (1870–1944), japanischer Karateka und Mitbegründer des modernen KarateMotobu Chōki (1870–1944)

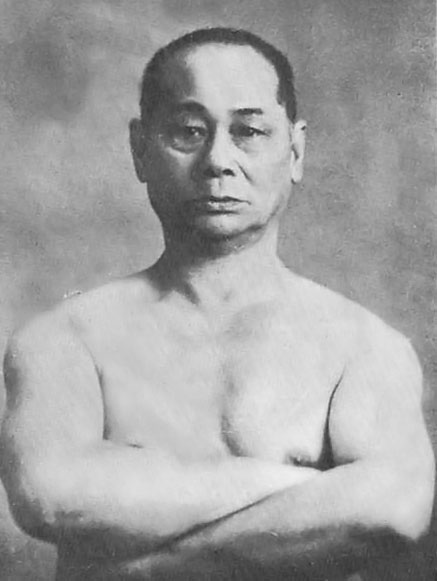
Motobu Chōki (1870–1944)

- Motoc, Iulia (* 1967), rumänische Rechtswissenschaftlerin, Richterin am Rumänischen Verfassungsgericht und am Europäischen Gerichtshof für Menschenrechte
- Motoc, Mihnea (* 1966), rumänischer Diplomat
- Motoda, Nagazane (1818–1891), japanischer Pädagoge
- Motohashi, Mari (* 1986), japanische Curlerin
- Motohashi, Takumi (* 1982), japanischer Fußballspieler
- Motohashi, Yōichi (* 1944), japanischer Mathematiker
- Motoishi, Natsu (* 1999), japanischer Fußballspieler
- Motoki, Sakura (* 2002), japanischer Ringerin und Olympiasiegerin
- Motokiyo, Zeami (1363–1443), japanischer Dramatiker, Theoretiker und Schauspieler des Nō-Theaters
- Motola, George (1919–1991), amerikanischer Songwriter und Musikproduzent
- Motomasa, Kanze (1401–1432), japanischer Nō-Autor
- Motomi, Kyōsuke, japanische Mangaka
- Motomitsu Fujiwara, japanischer Maler
- Motomiya, Takeshi (* 1959), japanischer Künstler
- Moton, Jennie B. (1880–1942), US-amerikanische Pädagogin und Clubfrau
- Moton, Robert Russa (1867–1940), US-amerikanischer Pädagoge, Sozialreformer und Bürgerrechtler
- Moton, Taylor (* 1994), US-amerikanischer American-Football-Spieler
- Motonaga, Sadamasa (1922–2011), japanischer bildender Künstler und Buchillustrator und ein Mitglied der ersten Generation der japanischen Künstlergruppe Gutai Art Association, kurz Gutai
- Motooka, Kazuhide, japanischer Jazzmusiker
- Motoori, Haruniwa (1763–1828), japanischer Sprachforscher
- Motoori, Norinaga (1730–1801), japanischer Gelehrter zur Zeit des Tokugawa-Shōgunates
- Motoori, Ōhira (1756–1833), japanischer Gelehrter
- Motora, Yūjirō (1858–1912), japanischer Psychologe
- Motos, Teresa (* 1963), spanische Hockeyspielerin
- Motoshima, Hitoshi (1922–2014), japanischer Kommunalpolitiker, Bürgermeister von Nagasaki (1979–1995)
- Motowidło, Tadeusz (* 1952), polnischer Politiker, Mitglied des Sejm und Gewerkschafter
- Motowilow, Georgi Iwanowitsch (1882–1963), russischer Bildhauer
- Motowilow, Raphael (* 1947), leitender Metropolit der Orthodoxen Kirche Russlands
- Motoya, Yukiko (* 1979), japanische Schriftstellerin
- Motoyama, Haruka (* 1999), japanischer Fußballspieler
- Motoyama, Hideaki (1969–2009), japanischer Badmintonspieler
- Motoyama, Hikoichi (1853–1932), japanischer Unternehmer und Politiker
- Motoyama, Masashi (* 1979), japanischer Fußballspieler
- Motoyama, Satoshi (* 1971), japanischer Automobilrennfahrer
- Motoyama, Yuka (* 1989), japanische Skispringerin
- Motoyoshi, Miwako (* 1960), japanische Synchronschwimmerin
- Motoyoshi, Takeshi (* 1967), japanischer Fußballtorhüter
- Motozuka, Toshiya (* 1997), japanischer Fußballspieler

### Motr
- Motridge, Edith (1913–2007), US-amerikanische Schwimmerin
- MoTrip (* 1988), deutscher RapperMoTrip (* 1988)

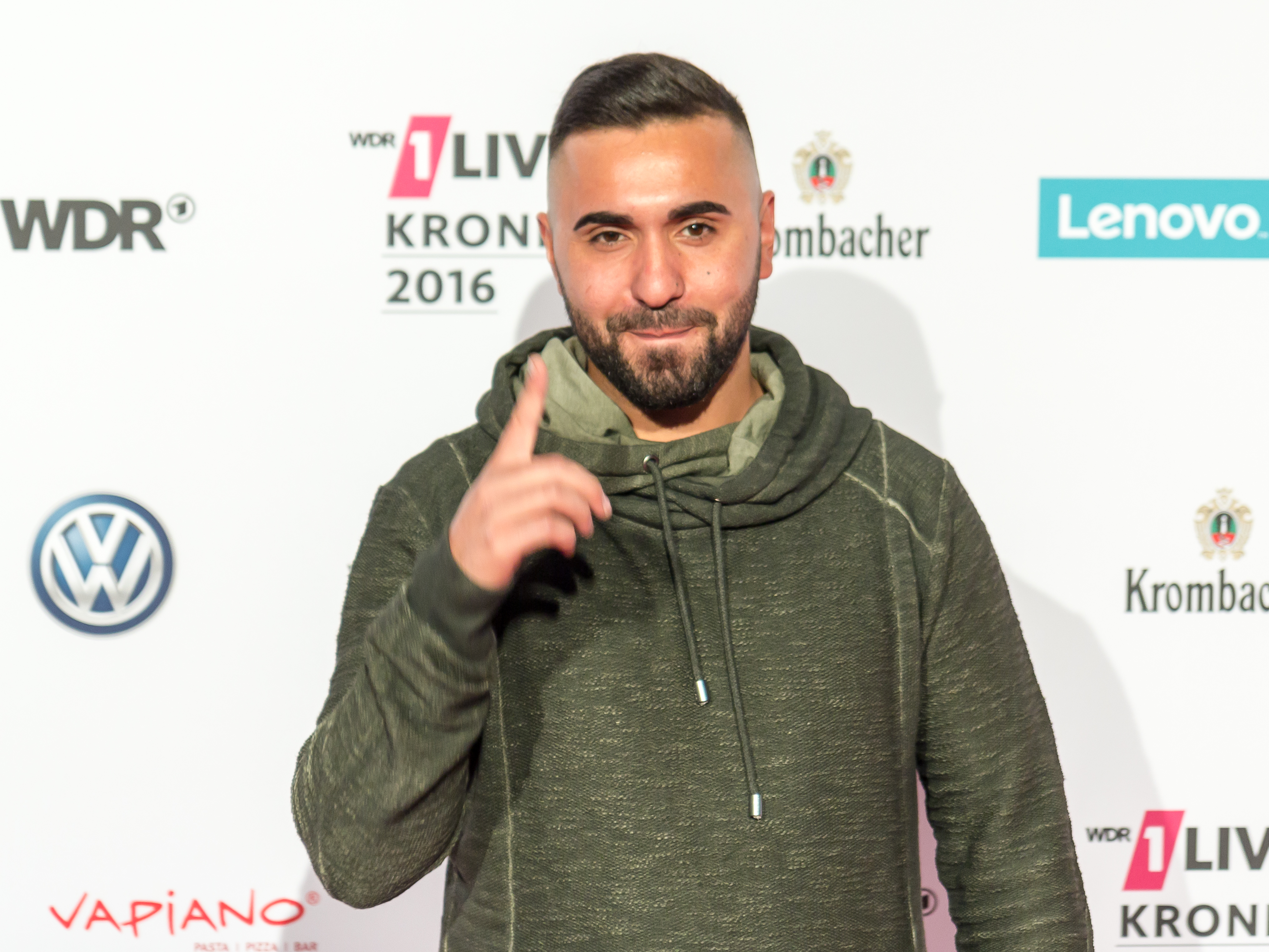
MoTrip (* 1988)

- Motritsch, Olga Wiktorowna (* 1988), russische Beachvolleyballspielerin

### Mots
- Mõts, Enno (* 1974), estnischer Generalmajor
- Motsamai, Ntlhoi (* 1963), lesothische Politikerin
- Mötsch, Adolf (1936–2022), deutscher Maler
- Motsch, Eugen (1932–2003), deutscher Mundartdichter
- Mötsch, Johannes (* 1949), deutscher Archivar und Historiker
- Motsch, Richard (* 1937), deutscher Rechtswissenschaftler
- Motsch, Rudolf (1920–1997), deutscher Fußballspieler
- Motsch, Wolfgang (* 1934), deutscher Germanist und Sprachwissenschaftler
- Motschach, Hermann (1926–2016), deutscher Schauspieler, Übersetzer, Hörspielautor und -sprecher
- Motschalow, Wladimir Georgijewitsch (* 1948), russischer Karikaturist und Grafiker
- Motschiunig, Ulrike (* 1965), österreichische Kinderbuchautorin
- Motschmann, Alexandra (* 1966), deutsche Schriftstellerin und Poetin
- Motschmann, Arno (* 1911), deutscher Fußballspieler
- Motschmann, Christoph, deutscher Puppenhersteller und Erfinder
- Motschmann, Elisabeth (* 1952), deutsche Politikerin (CDU), MdBB, MdBElisabeth Motschmann (* 1952)

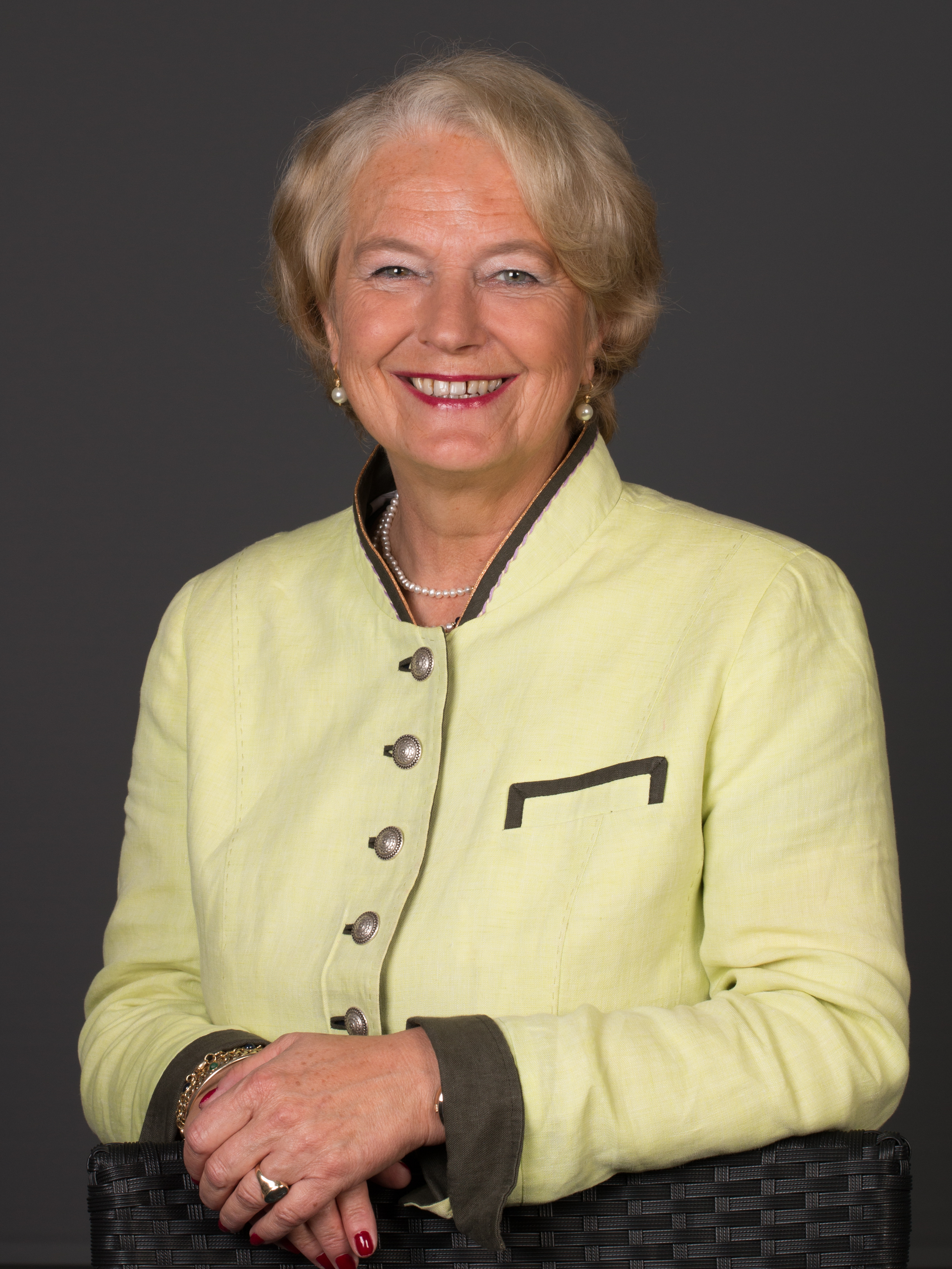
Elisabeth Motschmann (* 1952)

- Motschmann, Jens (* 1942), deutscher evangelischer Pfarrer und Theologe
- Motschmann, Johannes (* 1978), deutscher Komponist
- Motschmann, Johannes (* 1994), deutscher Leichtathlet
- Motschmann, Josef (1952–2016), deutscher Theologe, Gymnasiallehrer, Heimatforscher, Hobbyhistoriker und Autor
- Motschmann, Klaus (1934–2016), deutscher Politologe
- Motschmann, Uta (* 1955), deutsche Germanistin
- Motschulski, Wiktor Iwanowitsch (1810–1871), russischer Oberst und Entomologe (Insektensammler), spezialisiert auf Käfer
- Motsepe, Patrice (* 1962), südafrikanischer UnternehmerPatrice Motsepe (* 1962)

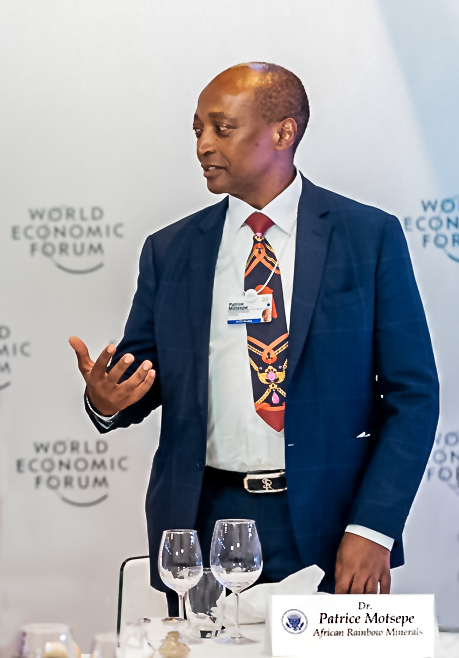
Patrice Motsepe (* 1962)

- Motsepe, Tshepo (* 1953), südafrikanische Ärztin, Unternehmerin sowie fünfte Ehefrau von Cyril Ramaphosa und damit First Lady Südafrikas (seit 2018)
- Motsisi, Casey (1932–1977), südafrikanischer Journalist und Schriftsteller
- Mõtslane, Mats (1884–1956), estnischer Prosaist
- Motsoai, Shokhoe (* 1983), lesothischer Fußballspieler
- Motsoaledi, Aaron (* 1958), südafrikanischer Politiker
- Motsoaledi, Elias (1924–1994), südafrikanischer Anti-Apartheid-Aktivist

### Mott
- Mott, Blake (* 1996), australischer Tennisspieler
- Mott, David (* 1945), kanadischer Jazzmusiker und Komponist
- Mott, Gordon Newell (1812–1887), US-amerikanischer Politiker
- Mott, James (1739–1823), US-amerikanischer Politiker
- Mott, James W. (1883–1945), US-amerikanischer Politiker
- Mott, John Raleigh (1865–1955), US-amerikanischer methodistischer Theologe, Präsident des CVJM-Weltbundes
- Mott, Lucretia (1793–1880), US-amerikanische Abolitionistin und Frauenrechtlerin
- Mott, Luiz (* 1946), brasilianischer Soziologe und Anthropologe
- Mott, Luther W. (1874–1923), US-amerikanischer Politiker
- Mott, Michael (* 1943), deutscher HeimatforscherMichael Mott (* 1943)

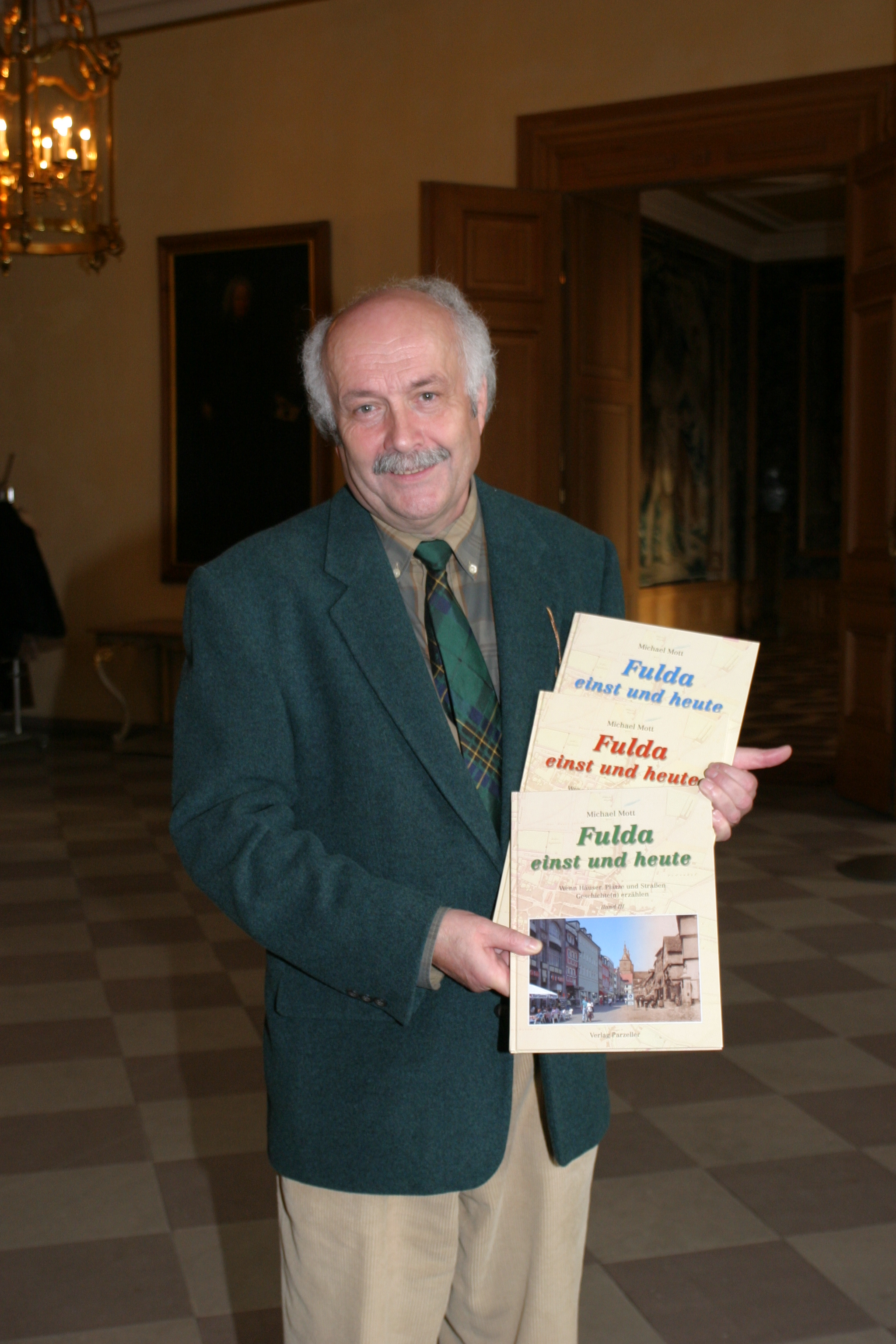
Michael Mott (* 1943)

- Mott, Nevill Francis (1905–1996), englischer Physiker
- Mott, Petra (* 1969), deutsche Schauspielerin
- Mott, Richard (1804–1888), US-amerikanischer Politiker
- Mott, Rodney (* 1957), US-amerikanischer Basketballschiedsrichter
- Mott, Sophia (* 1957), deutsche Autorin und Musikerin
- Motta i Cardona, Guillermina (* 1942), katalanische Singer-Songwriterin
- Motta Pinto, Yann (* 1999), brasilianischer Fußballspieler
- Motta, Angelo (1890–1957), italienischer Unternehmer
- Motta, Artemio (* 1661), italienischer Komponist des Barock
- Motta, Arthur (* 1922), französischer Jazzmusiker (Schlagzeug)
- Motta, Bess (* 1958), US-amerikanische Schauspielerin und Fitnesstrainerin
- Motta, Carlos Carmelo de Vasconcelos (1890–1982), brasilianischer Geistlicher, Erzbischof, Kardinal der römisch-katholischen Kirche
- Motta, Cássio (* 1960), brasilianischer Tennisspieler
- Motta, Cristoforo (1823–1867), Schweizer Grundbesitzer, Ingenieur, Politiker, Staatsrat und Ständerat
- Motta, Ed (* 1971), afrobrasilianischer Jazz-, Funk und Soul- sowie Bluessänger und Songwriter
- Motta, Emilio (1855–1920), Schweizer Historiker
- Motta, Francesco (* 1986), italienischer Cantautore
- Motta, Gianni (* 1943), italienischer Radrennfahrer
- Motta, Giorgia (* 1984), italienische Fußballspielerin
- Motta, Giuseppe (1871–1940), Schweizer Politiker (CVP)Giuseppe Motta (1871–1940)

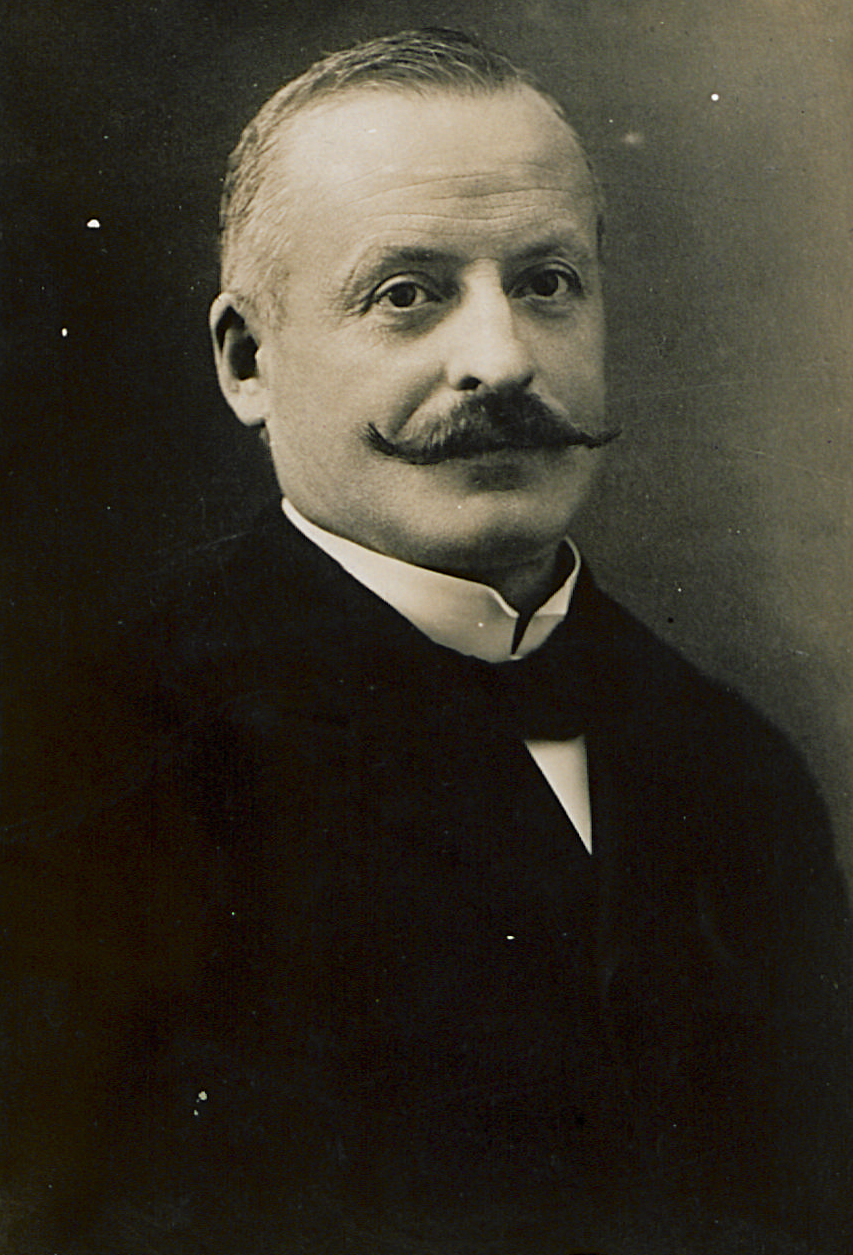
Giuseppe Motta (1871–1940)

- Motta, Marco (* 1986), italienischer Fußballspieler
- Motta, Maria Teresa (* 1963), italienische Judoka
- Motta, Michele (1921–1980), italienischer Radrennfahrer
- Motta, Olga (* 1962), deutsche Regisseurin und Künstlerin
- Motta, Othon (1913–1985), brasilianischer Geistlicher, römisch-katholischer Bischof von Campanha
- Motta, Ramon (* 1988), brasilianischer Fußballspieler
- Motta, Stephanie, US-amerikanische Schauspielerin, Filmproduzentin und Szenenbildnerin
- Motta, Thiago (* 1982), brasilianisch-italienischer Fußballspieler und -trainerThiago Motta (* 1982)

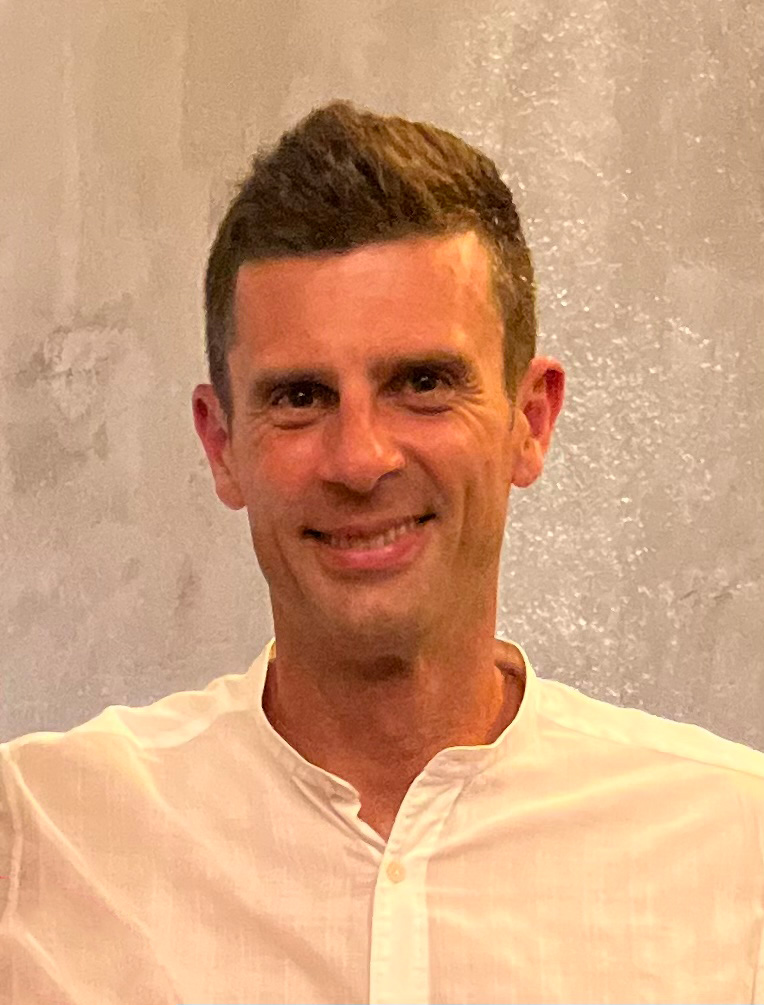
Thiago Motta (* 1982)

- Mottaki, Manutschehr (* 1953), iranischer Politiker
- Mottard, Alfred (1892–1945), belgischer Radrennfahrer
- Mottard, Ernest (1902–1949), belgischer Radrennfahrer
- Mottard, Gilbert (1926–2011), belgischer Politiker und Minister
- Mottau, Mike (* 1978), US-amerikanischer Eishockeyspieler und -scout
- Mottausch, Karl-Heinz (* 1934), deutscher Gymnasiallehrer, Philologe und Indogermanist
- Mottaz, Emmanuelle (1963–2023), französische Sängerin und Schauspielerin
- Motté, Alfred (1887–1918), französischer Hoch- und Weitspringer
- Motte, André (* 1936), belgischer Philosophie- und Religionshistoriker
- Motte, August de la (1713–1788), kurbraunschweig-lüneburgischer Generalleutnant
- Motte, Bernd (* 1956), deutscher Basketballtrainer
- Motte, Charles († 1836), französischer Zeichner von Porträts und Historien, Lithograf und Illustrator sowie Verleger von Drucken
- Motte, Dominique (1939–2019), französischer Radrennfahrer, Weltmeister im Radsport
- Motte, Guilhem (* 1978), französischer Bogenbiathlet
- Motte, Guillaume de La († 1437), Kartäusermönch
- Motte, Henri-Paul (1846–1922), französischer HistorienmalerHenri-Paul Motte (1846–1922)

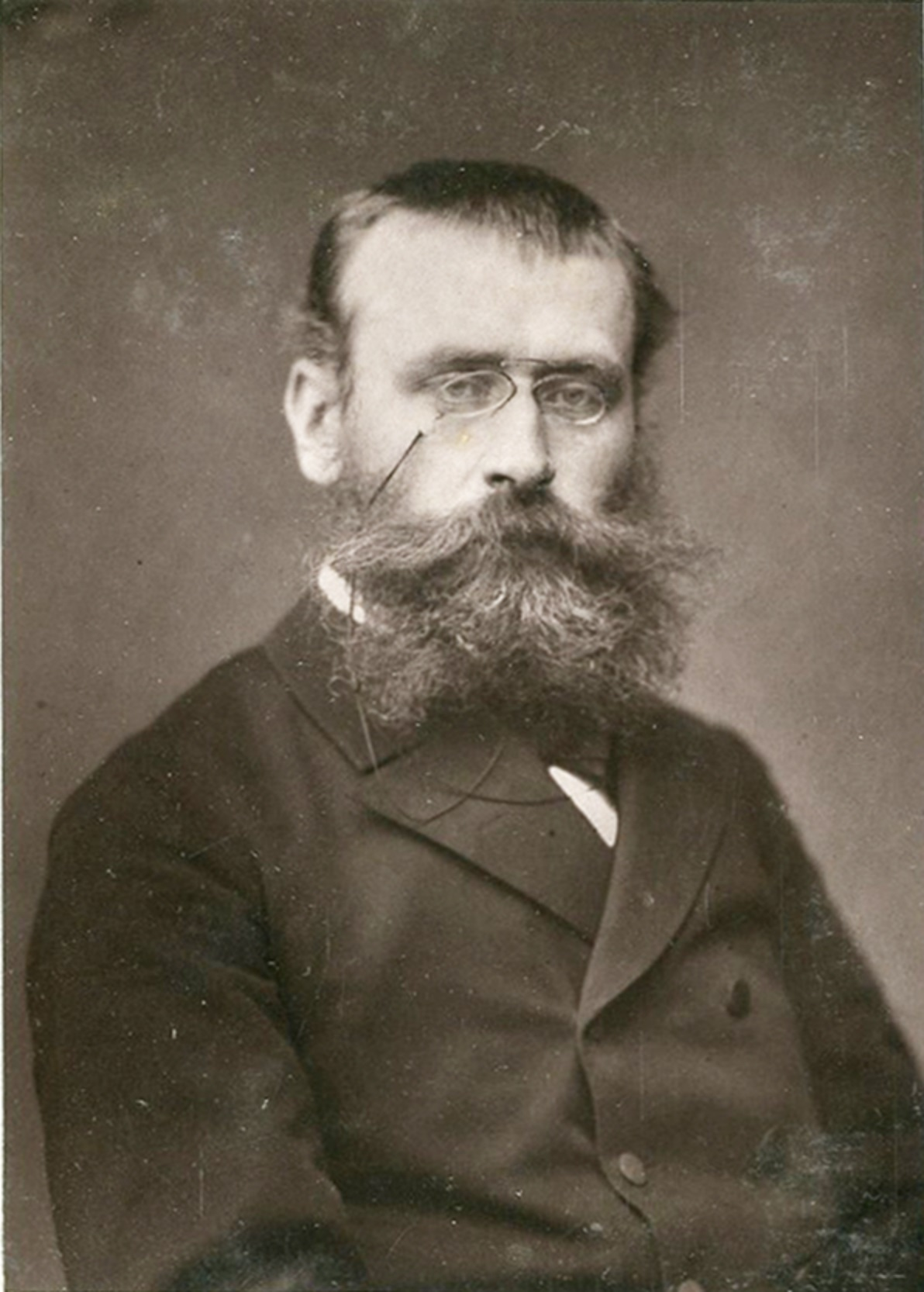
Henri-Paul Motte (1846–1922)

- Motte, Isaac (1738–1795), US-amerikanischer Politiker
- Motte, Jason (* 1982), US-amerikanischer Baseballspieler
- Motte, Jean-François (1913–2001), französischer Franziskaner (OFM), Weihbischof in Cambrai
- Motte, Jochen (* 1962), deutscher Theologe und Menschenrechtsexperte
- Motte, Manfred de la (1935–2005), deutscher Publizist, Ausstellungskurator, Kunsthistoriker
- Motte, Marie de la (* 1627), niederländische Prostituierte, Bordellwirtin und Malermodell
- Motte, Nathaniel (* 1985), amerikanischer Musiker und Songwriter
- Motte, Tyler (* 1995), US-amerikanischer Eishockeyspieler
- Motte-Chevallerie, Charles de la (1648–1717), kurhannoverscher Generalmajor
- Mottek, Hans (1910–1993), deutscher Wirtschaftswissenschaftler
- Mottel, Matt (* 1981), amerikanischer Improvisationsmusiker (Keyboards)
- Motteler, Julius (1838–1907), deutscher Politiker (SPD), Mitglied der frühen deutschen Arbeiterbewegung, MdR
- Mötteli, Hans (1897–1962), Schweizer Ökonom, Professor für Betriebswirtschaftslehre an der Handelshochschule St. Gallen
- Mötteli, Olga (1886–1944), Thurgauer Naturforscherin, Poetin und Autorin
- Mottelson, Ben (1926–2022), US-amerikanisch-dänischer Physiker, Nobelpreisträger für Physik 1975
- Motter, Klara (* 1935), österreichische Politikerin (FPÖ, LIF), Landtagsabgeordneter, Abgeordnete zum Nationalrat
- Motter, Othmar (1927–2010), österreichischer Gebrauchsgrafiker
- Mottershead, Alyscha (* 1991), kanadische Fußballspielerin
- Mottes, Marianne-Hélène de (1704–1769), französische Schauspielerin
- Mottet, Alain (1928–2017), französischer Schauspieler
- Mottet, Charly (* 1962), französischer RadrennfahrerCharly Mottet (* 1962)

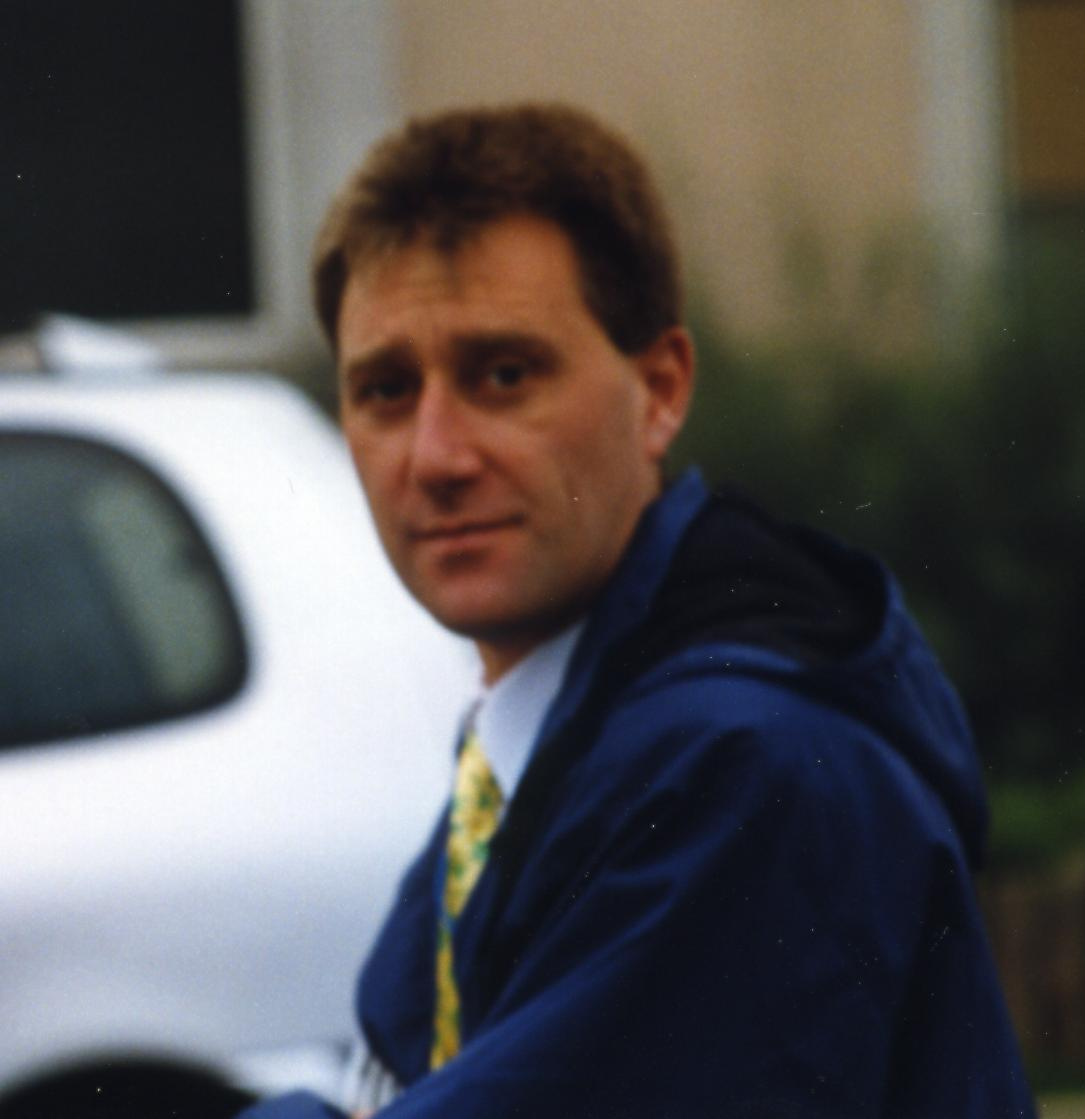
Charly Mottet (* 1962)

- Mottet, Gaston (1899–1973), französischer Autorennfahrer
- Mottet, Johann Daniel (1754–1822), Schweizer Maler
- Mottet, Killian (* 1991), Schweizer Eishockeyspieler
- Motti, Alessandro (* 1979), italienischer Tennisspieler
- Motti, Gianni (* 1958), Schweizer Künstler
- Motti, Tiziano (* 1966), italienischer Politiker, MdEP und Musiker
- Motti, William (* 1964), französischer Leichtathlet
- Mottiat, Louis (1889–1972), belgischer Radrennfahrer
- Mottier, Ernest (1891–1968), Schweizer Eishockeyspieler
- Mottier, Martin (* 1959), deutscher Schauspieler, Theater- und Drehbuchautor, -produzent sowie Regisseur
- Mottini, Simone (* 1970), italienischer Freestyle-Skier
- Mottino, Francesco († 1919), italienischer Schriftsteller, Sänger und Gesangspädagoge
- Mottis, Fabiana (* 2003), Schweizer Volleyballspielerin
- Mottl, Bernd (* 1965), deutscher Theater-Regisseur
- Mottl, David (* 1977), deutscher Koch
- Mottl, Erika (* 1942), österreichische Schauspielerin
- Mottl, Felix (1856–1911), österreichischer Dirigent und KomponistFelix Mottl (1856–1911)

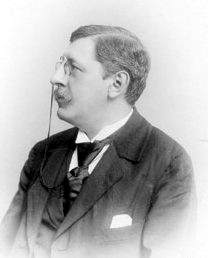
Felix Mottl (1856–1911)

- Mottl, Maria (1906–1980), ungarisch-österreichische Paläontologin
- Mottl, Ronald M. (1934–2023), US-amerikanischer Politiker (Demokratische Partei)
- Mottl, Sonja (1923–2014), österreichische Opern- und Operettensängerin (Sopran)
- Mottl, Václav (1914–1982), tschechoslowakischer Kanute
- Mottl-Link, Sibylle (* 1971), deutsche Ärztin und Kinderbuchautorin
- Mottley, Mia Amor (* 1965), barbadische Politikerin, Premierministerin von BarbadosMia Amor Mottley (* 1965)

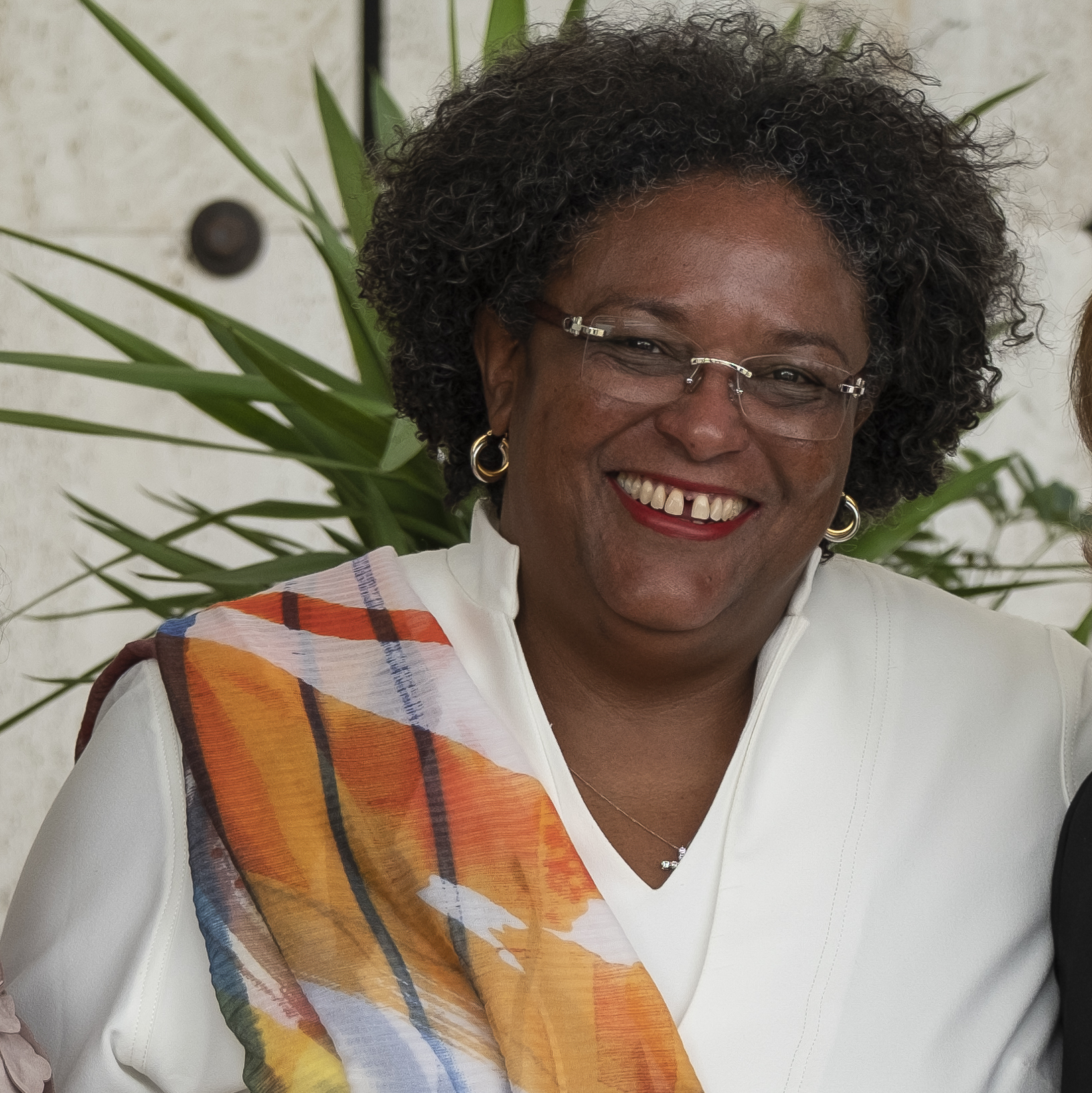
Mia Amor Mottley (* 1965)

- Mottley, Shania (* 2010), barbadische Leichtathletin
- Mottley, Wendell (* 1941), Leichtathlet, Olympiateilnehmer, Politiker und Institutsgründer aus Trinidad und Tobago
- Mottola, Angelo (1935–2014), italienischer Geistlicher, römisch-katholischer Erzbischof, Diplomat des Heiligen Stuhls
- Mottola, Francesco (1901–1969), italienischer römisch-katholischer Priester, Seliger
- Mottola, Greg (* 1964), US-amerikanischer Filmschaffender, -produzent, -regisseur, Drehbuchautor und Schauspieler
- Möttölä, Hanno (* 1976), finnischer Basketballspieler
- Mottola, Tommaso, italienischer Filmregisseur und Festivalleiter
- Mottola, Tommy (* 1949), US-amerikanischer Musikmanager, Produzent und Autor
- Mottola, Tony (1918–2004), US-amerikanischer Jazzgitarrist und Filmkomponist
- Mottram, Buster (* 1955), britischer Tennisspieler
- Mottram, Craig (* 1980), australischer Langstreckenläufer
- Mottram, Leslie (* 1951), schottischer Fußballschiedsrichter
- Mottram, Ralph Hale (1883–1971), britischer Schriftsteller
- Mottu, Corinne (* 1983), Schweizer Snowboarderin
- Motty, Stanislaus (1826–1900), deutsch-polnischer Jurist, MdR

### Motu
- Motukisi, Keene Charles (* 1991), botswanischer Sprinter
- Motulsky, Arno (1923–2018), US-amerikanischer Hämatologe und Genetiker
- Motusenko, Oleksandr (* 1967), sowjetischer Kanute
- Motuzas, Remigijus (* 1956), litauischer Diplomat und Politiker

### Motw
- Motwani, Paul (* 1962), schottischer Schachspieler und -schriftsteller
- Motwani, Rajeev (1962–2009), indischer Informatiker

### Moty
- Motyka, Gereon (1892–1969), Chorherr des Prämonstratenserklosters Tepl und Prior der Abtei Speinshart
- Motyka, Lucjan (1915–2006), polnischer Politiker, Sejm-Abgeordneter, Minister, Botschafter
- Motyka, Marek (* 1958), polnischer Fußballspieler und -trainer
- Motyka, Tomasz (* 1981), polnischer Degenfechter
- Motyka, Zdzisław (1907–1969), polnischer Skilangläufer
- Motyl, Alexander J. (* 1953), amerikanischer Politikwissenschaftler, Historiker, Schriftsteller und Maler ukrainischer Abstammung
- Motyljow, Alexander Anatoljewitsch (* 1979), russischer Schachgroßmeister

### Motz
- Motz, Christoph Ludwig (1665–1742), hessisch-bremischer Oberst
- Motz, Dick (1940–2007), neuseeländischer Cricketspieler
- Motz, Ernst von (1805–1858), preußischer Landrat und Polizeipräsident
- Motz, Frank (* 1965), deutscher Maler und Galerist
- Motz, Friedrich von (1775–1830), preußischer Staatsmann, Finanzminister, Oberpräsident, RegierungspräsidentFriedrich von Motz (1775–1830)

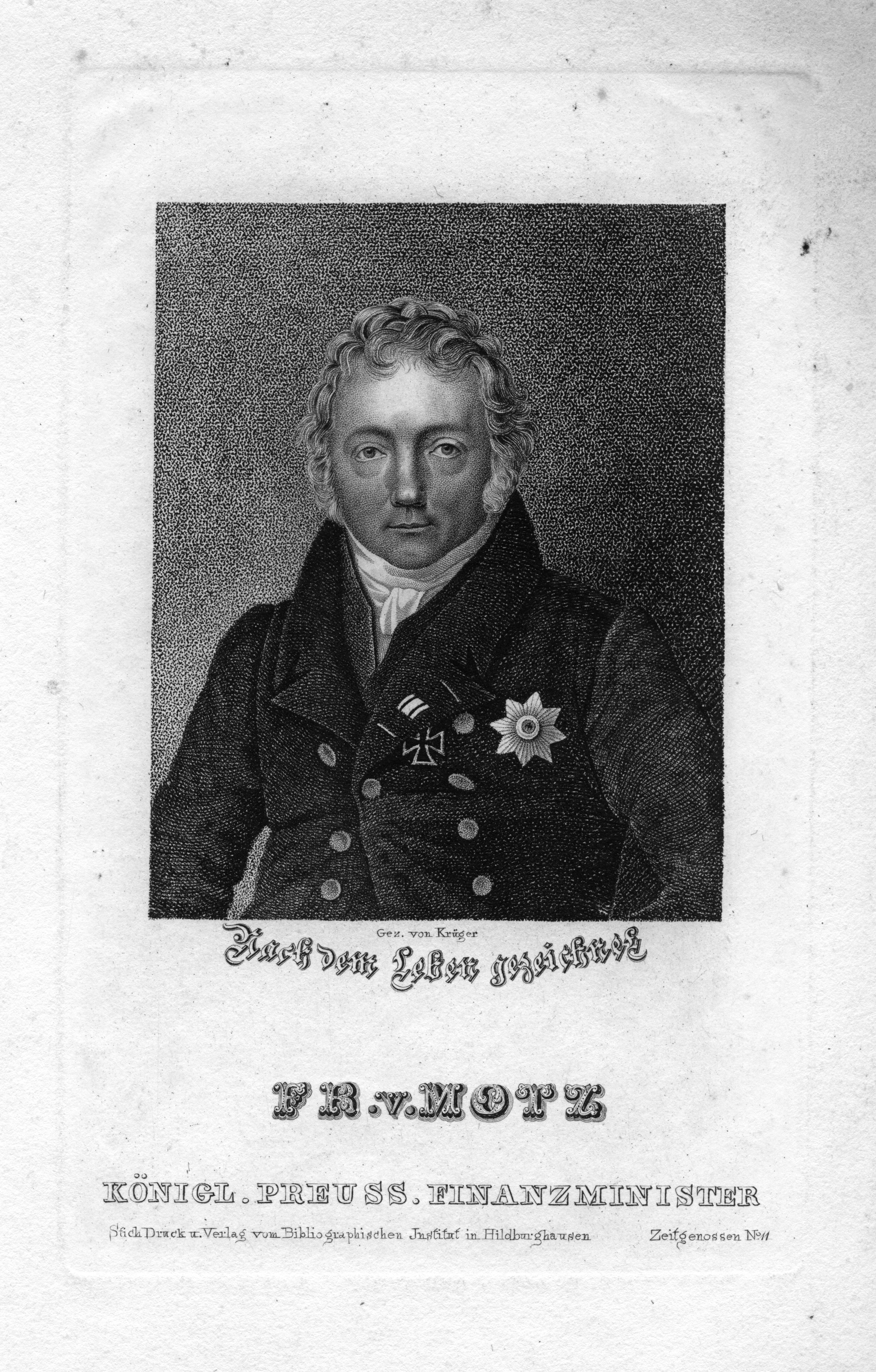
Friedrich von Motz (1775–1830)

- Motz, Georg (1653–1733), deutscher Organist, Kantor und Kirchenmusiker
- Motz, Gerhard Heinrich von (1776–1868), kurhessischer Finanzminister
- Motz, Heinrich Christian (1761–1832), Bremer Jurist und Senator
- Motz, Jakobine (* 1967), deutsche Kamerafrau und Filmeditorin
- Motz, Johann Christian (1604–1683), hessischer Kriegsrat und Obrist
- Motz, Johann Jakob († 1822), deutscher Oberamtmann und Stadtschultheiß
- Motz, John (1830–1911), kanadischer Kommunalpolitiker und Herausgeber
- Motz, Jutta (1943–2019), deutsche Krimi-Schriftstellerin
- Motz, Karl (1893–1963), deutscher Politiker (DVP, FDP), MdL
- Motz, Karl (1906–1978), deutscher Ingenieur und Verwaltungsbeamter
- Motz, Karl Günther (1912–1978), deutscher Diplomat
- Motz, Lotte (1922–1997), US-amerikanische Mediävistin
- Motz, Paul (1891–1977), deutscher Architekt, Stadtplaner, Raumplaner und Denkmalpfleger
- Motz, Paulus (1817–1904), deutscher Mundartdichter
- Motz, Rainer Lukas (1934–1990), deutscher Maler, Nonkonformist und Bohémien
- Motz, Roger (1904–1964), belgischer Politiker
- Motz, Sergej (1987–2009), deutscher Hauptgefreiter der BundeswehrSergej Motz (1987–2009)

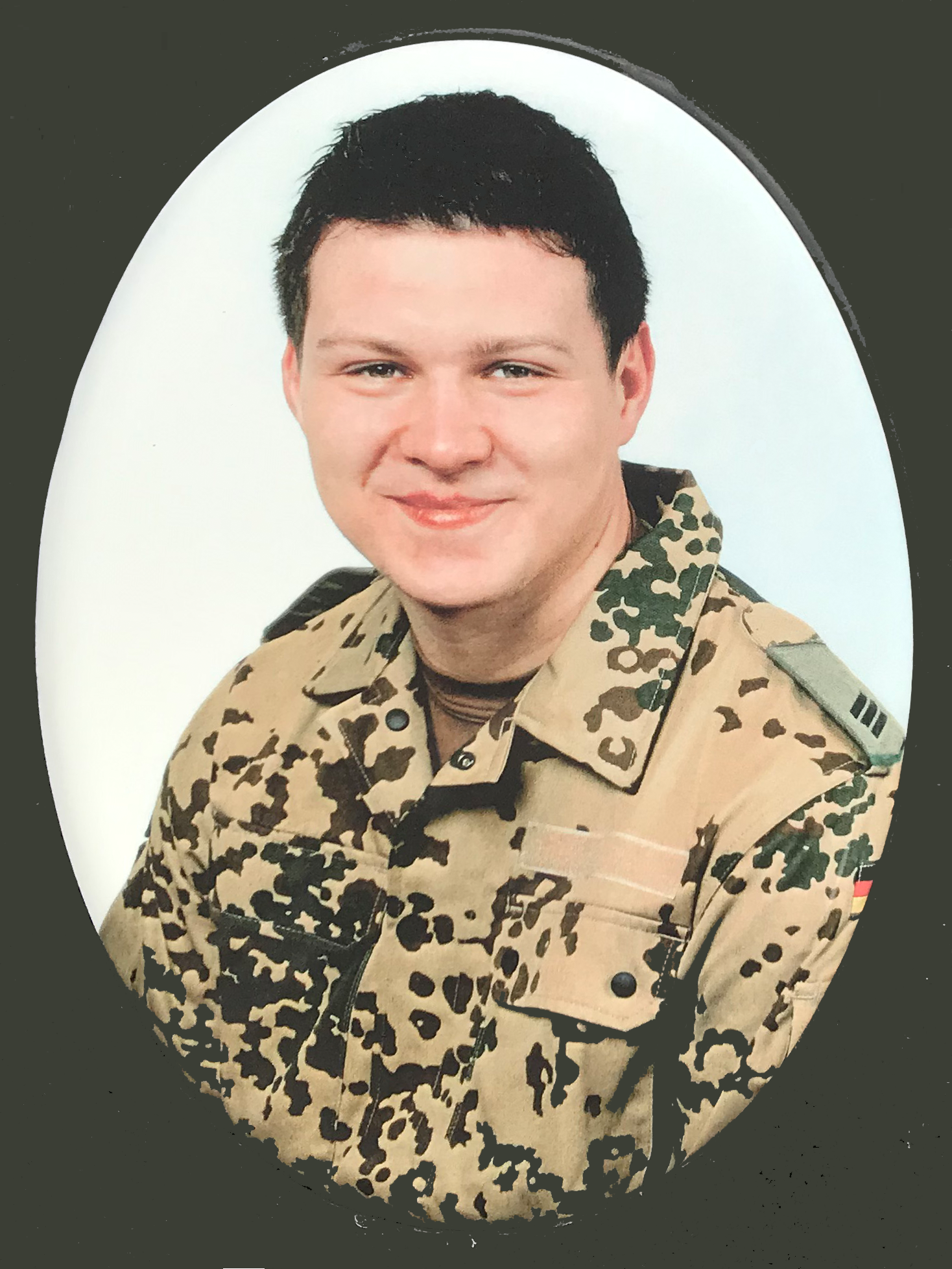
Sergej Motz (1987–2009)

- Motz, Walter (1909–1999), deutscher Skilangläufer
- Motz, Wilhelm Dethard (1815–1897), deutscher Pädagoge, Mitglied der Bremischen Bürgerschaft
- Motz, Wolfgang (* 1963), österreichischer Politiker (SPÖ), Landtagsabgeordneter
- Mötz-Grübl, Linde (1939–2014), deutsche Künstlerin
- Motzan, Peter (* 1946), deutscher Literaturkritiker und Übersetzer
- Motzel, Volpert (1604–1662), Beamter, Jurist, Salzburger Hofkanzler
- Motzfeldt, Angu (* 1976), grönländischer Singer-Songwriter
- Motzfeldt, Egede (* 1907), grönländischer Landesrat
- Motzfeldt, Enok (1888–1925), grönländischer Landesrat
- Motzfeldt, Hans (1881–1921), grönländischer Katechet und Landesrat
- Motzfeldt, Jokum (* 1883), grönländischer Landesrat
- Motzfeldt, Jonathan (1938–2010), grönländischer Politiker (Siumut) und Pastor
- Motzfeldt, Josef (* 1941), grönländischer Politiker (Inuit Ataqatigiit) und LehrerJosef Motzfeldt (* 1941)

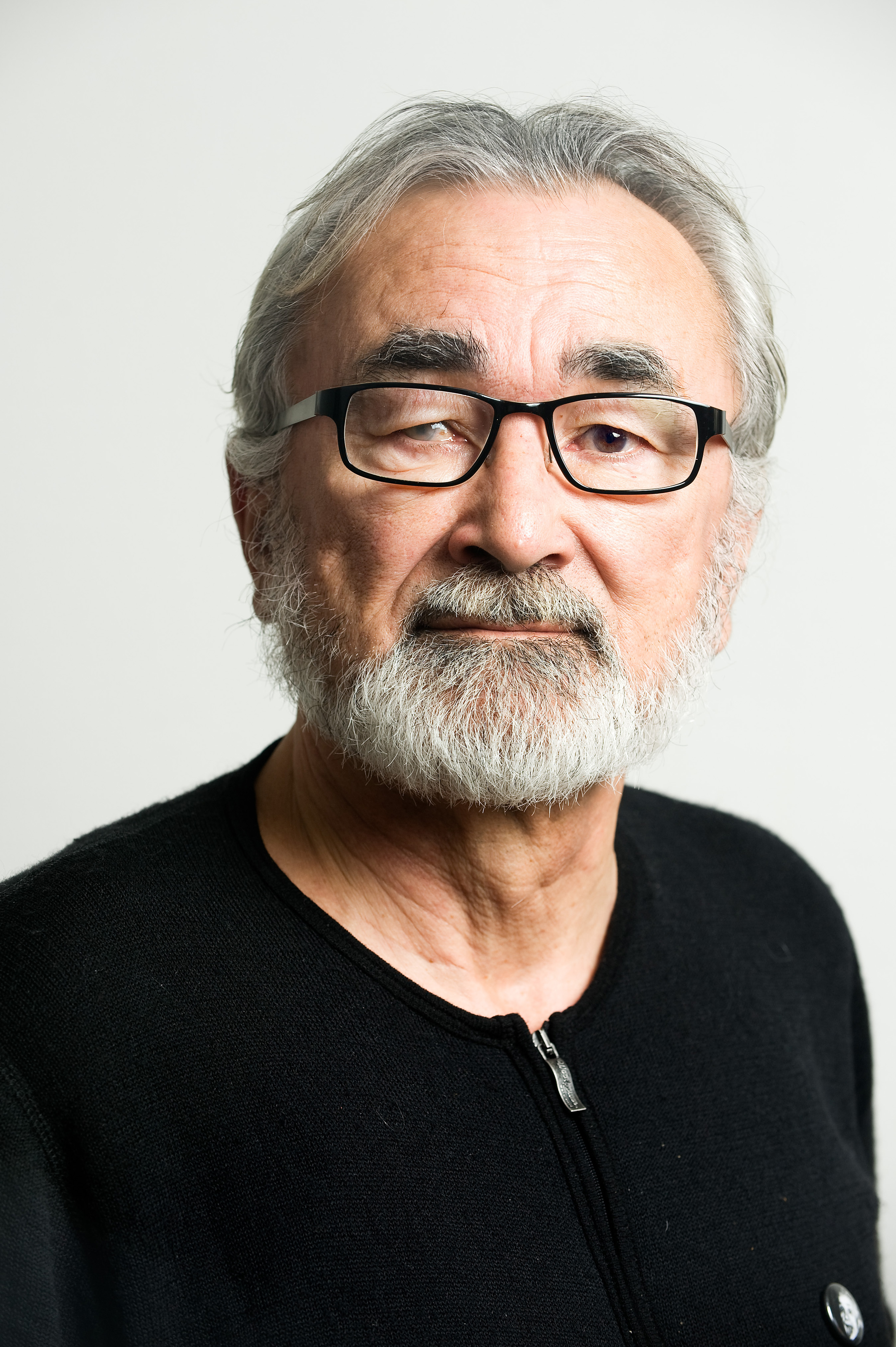
Josef Motzfeldt (* 1941)

- Motzfeldt, Ketil (1814–1889), norwegischer Marineoffizier und Politiker, Mitglied des Storting
- Motzfeldt, Lars (1908–1987), grönländischer Landesrat, Schäfer, Katechet und Lehrer
- Motzfeldt, Margit (* 1945), dänisch-grönländische Badmintonspielerin und Lehrerin
- Motzfeldt, Peter (1777–1854), norwegischer Politiker und Staatsrat
- Motzfeldt, Peter (1910–1971), grönländischer Schäfer und Kommunalpolitiker
- Motzfeldt, Peter Hanning (1774–1835), norwegischer Beamter und Inspektor von Grönland
- Motzfeldt, Ulrik Anton (1807–1865), norwegischer Jurist und Politiker, Mitglied des Storting
- Motzfeldt, Vivian (* 1972), grönländische Politikerin (Siumut) und Lehrerin
- Motzing, William (1937–2014), US-amerikanischer Komponist, Arrangeur und Dirigent
- Motzke, Gerd (* 1941), deutscher Jurist und Richter
- Motzke, Thomas (* 1968), deutscher Fußballspieler (Mittelfeld)
- Motzki, Boris C. (* 1980), deutscher Theater-Regisseur
- Motzki, Harald (1948–2019), deutscher Religions- und Islamwissenschaftler
- Motzkin, Gabriel (* 1945), US-amerikanisch-israelischer Historiker
- Motzkin, Leo (1867–1933), zionistischer Führer, Vorkämpfer des modernen Minderheitenrechts
- Motzkin, Theodore (1908–1970), US-amerikanischer Mathematiker russischer Abstammung
- Motzko, Alma (1887–1968), österreichische Historikerin und Politikerin (CSP/VF) und Stadträtin in Wien (1920–1934)
- Motzko, Christoph (* 1957), deutscher Bauingenieur
- Motzko, Joe (* 1980), US-amerikanischer Eishockeyspieler
- Motzkus, Andreas (* 1967), deutscher American-Football-Spieler
- Motzkus, Dieter (1937–2016), deutscher Altphilologe, Lehrer und Übersetzer aus dem Neugriechischen
- Motzkus, Roman (* 1969), American-Football-Spieler und Sportjournalist